# Cadillac World Thorium Fuel
Cadillac World Thorium Fuel (Cadillac WTF) — концепт-кар Лорена Кулесуса. Основная идея, положенная в разработку концепта: представить дизайн автомобиля, способного проработать в ежедневном режиме в течение 100 лет без ремонта и дозаправки.
Для достижения указанной цели автор предлагает использовать следующие решения:
- Износостойкие материалы корпуса, способные выдержать ежедневное использование в условиях естественной окружающей среды.
- Резервирование всех ключевых систем. Позволяет сохранить работоспособность автомобиля даже после выхода из строя отдельных компонентов.
- Бесперебойный источник питания, не требующий дозаправки в течение 100 лет. По проекту основным источником энергии должен служить торий (химический элемент, применяемый в атомной энергетике).

Дизайн концепт-кара напоминает вытянутую капсулу стреловидной формы, и в целом выглядит весьма эпатажно. Также, в соответствии с философией отказоустойчивости, концепт-кар имеет 24 колеса, по 6 с каждой стороны. Каждое из них довольно узкое и снабжено встроенным индукционным электромотором. Такие колёса нужно будет регулировать раз в 5 лет, без необходимости замены.